# Milites Templi
Milites Templi fu una bolla promulgata da papa Celestino II il 9 gennaio 1144 con l'obiettivo di incrementare i privilegi dei Templari. Essa ordina al clero di proteggere e sostenere i Cavalieri templari, e ai fedeli di contribuire alla loro causa, accordando speciali indulgenze ai benefattori e a chiunque faccia donazioni all'Ordine. Con questa bolla il papa inoltre permette ai Templari, una volta all'anno per ogni chiesa o cappella, di raccogliere questue e sollecitare elemosine e di tenerle per sé.
Questa bolla, assieme alla Omne datum optimum e alla Militia Dei, costituì la base giuridica dell'Ordine e del suo successo.